# ترستن سیلوان
ترستن سیلوان (انگلیسی: Torsten Sylvan؛ ۲۸ ژانویه ۱۸۹۵ – ۲۶ آوریل ۱۹۷۰ (aged 75)) ورزشکار سوارکاری اهل سوئد بود.
وی در مسابقات کشوری و بین‌المللی در مجموع برندهٔ ۱ مدال نقره شده‌است.